# Cornillon (kommun)
Cornillon är en kommun i Haiti.   Den ligger i departementet Ouest, i den sydöstra delen av landet, 50 km öster om huvudstaden Port-au-Prince. Antalet invånare är 54 254. Arean är 223 kvadratkilometer.
Terrängen i Cornillon är bergig åt nordost, men åt sydväst är den kuperad.